# Філіпінник малий
Філіпі́нник малий (Rhabdornis mystacalis) — вид горобцеподібних птахів родини шпакових (Sturnidae). Ендемік Філіппін.

## Підвиди
Виділяють два підвиди:
- R. m. mystacalis (Temminck, 1828) — північ і захід Філіппін;
- R. m. minor (Vieillot, 1818) — південь і схід Філіппін.

## Поширення і екологія
Малі філіпінники живуть в рівнинних тропічних лісах.